# Zollbrück (Zwitserland)
Zollbrück is een plaats in het Zwitserse kanton Bern. Zollbrück ligt in het zuidoosten van de gemeente Rüderswil op de grens met de gemeente Lauperswil